# Понс де Капдюэйль
Понс де Капдюэйль, или Понс Шаптёйский (также Пон Капдюэль или Шаптей; де Шаптёй; окс. Pons de Capduelh; Capduell; Capdveyll; Capdveill; Capduoill; Capdoill; Capdolh; Chapteuil; годы активности: ок. 1160—1220 или ок. 1190—1237) — французский трубадур из Оверни (вероятно, жил в Шаптёе). Был популярным поэтом своего времени, известным как автор весёлых песен. Всего сохранилось 27 положенных на музыку лирических стихотворений его авторства. Четыре его кансоны (фр. canso) сохранились вместе с нотацией. Предположительно, друг Клары Андузской.

## Вида
Подробности биографии Понса неизвестны. До наших дней дошла вида (краткая биография) де Капдюэля, написанная его современником Аком Сент-Сиром. В ней говорится, что Понс был родом из епархии Ле-Пюи-ан-Веле, отличался скупостью и на протяжении всей своей жизни был влюблён в Алазаис, дочь Бернара VII Андузского (Bernard VII of Anduze) и супругу Уазиля де Меркёра (Oisil de Mercoeur); якобы он так и не смог полюбить другую женщину и посвящал Алазаис все свои песни, а когда та умерла, то взял крест (то есть стал крестоносцем) и отправился за море.

## Разо
С другой стороны, сохранилось разо (комментарий к жизни трубадуров) о жизни де Капдюэля, в котором говорится, что однажды он, желая проверить любовь Алазаис к нему, решил полюбить некую Одиар, жену лорда Роселина (Audiart) из Марселя, и разрыв между ними якобы произошёл только благодаря вмешательству покровительствовавшей трубадурам виконтессы Марии Вентадорнской. В том же разо упоминается, что после кончины Алазаис в 1237 году Понс написал плач о её смерти; отнесение этого плача к именно Азалии де Меркёр оспаривается некоторыми учёными.

## Участник Пятого крестового похода
В ряде источников указывается, что в 1210-е годы Понс был изгнан из родных земель и в 1220 году отправился в Иерусалим, примкнув к воинам Пятого крестового похода; он якобы погиб в 1227 году, успев принять участие во взятии города. Ранее существовала гипотеза, что Понс погиб в 1189 году во время Третьего крестового похода; на страницах французской универсальной энциклопедии фр. La Grande Encyclopédie на рубеже XIX века, в частности, указывалось, что Понс погиб в 1190 году в Палестине, но современными историками она отвергнута.
Современные учёные на основании документальных свидетельств отождествляют Понса с Понтием де Капитолием (Pontius de Capitolio), упоминаемым в документах в 1189—1220 годах, имевшим шестерых детей и в качестве приданого жены (Жарентоны) унаследовавшим замок Вертезон (фр. Vertaizon), который в 1211 году он продал епископу Роберту Клермону, а до этого, в 1199 году, был по приказу этого же епископа заключён в тюрьму. Из всех сохранившихся песен Понса о крестовых походах, по мнению учёных, только две могут быть однозначно идентифицированы с периодом после 1213 года.
Песни Понса были собраны и изданы Напольским (Max von Napolski) в Галле в 1880 году.